# Liste der Hochhäuser in Wyoming
In der Liste der Hochhäuser in Wyoming werden die höchsten Hochhäuser im US-Bundesstaat Wyoming ab einer strukturellen Höhe von 30 Metern aufgezählt. Das bedeutet die Höhe bis zum höchsten Punkt des Gebäudes ohne Antenne. Aufgezählt werden nur fertiggestellte und im Bau befindliche Hochhäuser.

## Auflistung der Hochhäuser nach Höhe
| Nr. | Name                                 | Stadt    | Höhe   | Etagen | Baujahr | Status |
| --- | ------------------------------------ | -------- | ------ | ------ | ------- | ------ |
| 1.  | Wyoming Financial Center             | Cheyenne | 47,2 m | 11     |         | Erbaut |
| 2.  | White Hall                           | Laramie  | 40,8 m | 12     |         | Erbaut |
| =   | McIntyre Hall                        | Laramie  | 40,8 m | 12     |         | Erbaut |
| 4.  | Skyline Towers                       | Casper   | 36,4 m | 11     |         | Erbaut |
| =   | 100 North Center                     | Casper   | 36,4 m | 9      |         | Erbaut |
| 6.  | Casper Business Center               | Casper   | 34,3 m | 8      |         | Erbaut |
| =   | First Interstate Bank Building       | Casper   | 34,3 m | 8      |         | Erbaut |
| =   | Joseph C. O’Mahoney Federal Building | Cheyenne | 34,3 m | 8      | 1965    | Erbaut |
| 9.  | Cheyenne Regional Medical Center     | Cheyenne | 30,2 m | 7      | 1968    | Erbaut |
| 10. | First Interstate Bank Building       | Gillette | 30 m   | 7      |         | Erbaut |
| =   | Community First Bank Building        | Cheyenne | 30 m   | 7      |         | Erbaut |